# Robert Guiscard

herb rodu Hauteville

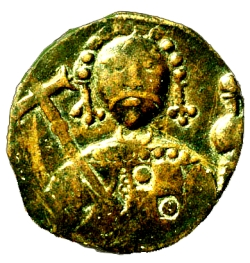
moneta z wyobrażeniem Roberta Guiscarda

Robert Guiscard (ur. ok. 1016 w Normandii, zm. 17 lipca 1085 w Kefalinii) – książę Apulii i Kalabrii oraz Sycylii i Amalfi.

## Życiorys
Syn normańskiego rycerza Tankreda z rodu Hauteville i jego drugiej żony – Fressendy. 
W 1046 dołączył do swoich starszych braci – Wilhelma, Drago i Onufrego – walczących na żołdzie lombardzkich książąt w południowej Italii przeciwko Bizancjum. Po zdobyciu przez Drago Kalabrii, Robert opanował zamek San Marco, górujący nad doliną Crati, który stał się bazą wypadową dla jego rozbójniczych wypraw. W 1049 roku został oskarżony o herezję, jednak dzięki znajomości z biskupem Lotaryngii nie zostały postawione mu zarzuty. Dopiero małżeństwo z Aubrée (Alberada z Buonalbergo), młodą córką hrabiego Burgundii Reginalda I, znanego też jako Girard z Buonalbergo, który widząc w Robercie utalentowanego dowódcę zamiast posagu ofiarował mu 200 normańskich rycerzy. Dzięki temu Robert z awanturnika stał się wpływowym możnowładcą. Dodatkowo Girard oceniając szybką decyzję młodego rycerza nadał mu przydomek guiscard – chytry, sprytny. 
W 1057 po śmierci brata Onufrego, który po zamordowanym Drago został przywódcą Normanów w Italii, Robert wyrósł na lidera normańskich wojowników w południowych Włoszech, którzy już otwarcie dążyli do opanowania tej krainy. W 1058 Robert osadził swojego młodszego brata Rogera na książęcym tronie w Kalabrii. W 1059 wszedł w przymierze z papieżem Mikołajem II i na synodzie w Melfi ogłosił się wasalem papieża oraz zobowiązał się przestrzegać zasad soborowych, za co otrzymał tytuł księcia wraz z inwestyturą Apulii, Kalabrii i Sycylii. W następnych latach Robert zajął Reggio i Brindisi, by w 1071 po trzyletnim oblężeniu zdobyć Bari, stolicę bizantyjskiej Italii. W tym samym czasie Roger podbijał Sycylię, która po zdobyciu Palermo wpadła w ręce Normanów, a Roger ogłosił się wasalem Roberta.
Następne lata upłynęły Robertowi na konsolidowaniu wszystkich zdobytych ziem. Do 1073 zmusił do uległości wszystkich normańskich buntowników. W tym czasie został ekskomunikowany przez papieża Grzegorza VII, który w ten sposób chronił papieskie włości w południowej Italii. Jednak, gdy po kolejnym buncie Robert stał się jeszcze silniejszy (władał całym Południem bez Kapui i Neapolu), a papież miał kłopoty z intrygami cesarza Henryka IV, Grzegorz VII poszedł w 1080 na ugodę. Robert doszedłszy do szczytu potęgi i uważając się za pretendenta do tronu w Konstantynopolu (na pieczęciach przedstawiał się w stroju imperatora), podjął wyprawę na posiadłości bizantyjskie. W 1081 zdobył Durrazo a następnie wraz ze swym synem Boemundem zdobył Korfu. Cesarz Aleksy I Komnen sprzymierzył się z Wenecją, której flota pokonała flotę normańską. Cesarz ruszył na Durazzo, któremu zagrażali Normanowie, lecz w bitwie pod tym miastem poniósł klęskę. Robert kontrolował via Egnatia, szlak biegnący do Konstantynopola. Wobec porażki Aleksy I Komnen wszedł w sojusz z cesarzem Henrykiem IV, który wszedł do Italii. Zagrożony Grzegorz VII przywołał Roberta na półwysep. W Tesalii pozostał Boemund, który jednak zrezygnował z marszu na Konstantynopol. 
W 1084 30 tys. Normanów stanęło pod murami Rzymu, by 27 maja zdobyć Porta Flaminia i wydać bitwę na Campo Mania. Rzymianie zniechęceni grabieżczymi rządami Normanów zbuntowali się przeciwko nim, jednak zostali pokonani, a miasto splądrowane. Sytuacja ta w historii nosi nazwę Złupienia Rzymu (wł. Sacco di Roma). 27 czerwca Robert opuścił Rzym i poprowadził uwolnionego Grzegorza VII do Salerno, w którym papież w 1085 zmarł. Robert nie zrezygnował z planów podbicia Bizancjum. Odbudował flotę i ponownie zajął Korfu, wylądował na kontynencie, lecz w czasie przygotowań do oblężenia Kefalonii zmarł po krótkiej chorobie 17 lipca 1085.

## Małżeństwa i potomstwo
Pierwszą żoną Roberta była Aubrée de Buonalbergo, miał on z nią:
- Boemunda I, księcia Antiochii, męża Konstancji - córki Filipa I, króla Francji,
- Emmę de Hauteville, żonę Odona "Dobrego Margrabiego", matkę Tankreda, regenta Antiochii.

Drugą żoną Roberta była Siszelgajta z Salerno, miał z nią:
- Rogera zw. Trzosem, księcia Apulii i Kalabrii oraz Amalfi, męża Adeli - córki Roberta, hrabiego Flandrii,
- Gwidona, księcia Amalfii,
- Roberta Scalio,
- Wilhelma,
- Hérię de Hauteville, żonę Hugona V z Maine,
- Sybillę de Hauteville, żonę Eblesa II de Roucy,
- Matyldę de Hauteville, żonę najpierw Rajmunda II, hrabiego Barcelony, później Aimery'ego I, hrabiego Narbonne.

## W kulturze

### Znaczenie przydomka
Słowo guiscard (fr.) lub viscard (norm.) bywa różnie interpretowane: "rozważny", "chytry", "przebiegły" lub "zręczny".

### Gry wideo
W serii gier wideo Crusader Kings jednym z grywalnych władców jest Robert 'the Fox' de Hauteville, przedstawiony jako książę Apulii.

### Literatura
Postać Roberta Guiscarda pojawiła się w Boskiej komedii Dantego. Został on zaliczony do "wojowników wiary", opisano również cierpienie jego wrogów w piekle.